# Chiese del Comun General de Fascia
Questa voce include tutte le chiese cristiane situate entro i confini del Comun General de Fascia, nella provincia autonoma di Trento. 
Gli edifici sono elencati in liste suddivise per comune; includono trenta chiese consacrate (sebbene non tutte officiate regolarmente), a cui si aggiunge una decina di cappelle. Gli edifici di culto appartengono tutti alla confessione cattolica e fanno parte dell'arcidiocesi di Trento.

## Comune di Campitello di Fassa
| Esterno | Interno | Nome                               | Periodo storico    | Ubicazione                                                       | Informazioni |
| ------- | ------- | ---------------------------------- | ------------------ | ---------------------------------------------------------------- | --- |
|         |         | Chiesa del Crocifisso              | XVIII secolo       | Val Duron 46°29′25.25″N 11°42′28.83″E                            | Risalente al XVIII secolo; il campaniletto venne aggiunto nel 1975, a seguito di un restauro. |
|         |         | Chiesa dei Santi Filippo e Giacomo | Citata XIII secolo | Campitello di Fassa, Pontaa de Gejia 46°28′41.21″N 11°44′30.33″E | Parrocchiale. Citata per la prima volta nel 1245, venne rimaneggiata nel corso del Trecento e poi ancora verso il 1525, assumendo l'aspetto attuale. Nel 1619 vennero costruiti la quarta campata e il presbiterio, allungando la chiesa verso oriente, mentre il campanile dovette essere rifatto due volte, nel 1735 (a seguito di un incendio) e nel 1852 (perché danneggiato da un fulmine). |
|         |         | Chiesa della Beata Maria Vergine   | XVIII secolo       | Pian, strèda de Pian 46°28′48.19″N 11°44′33.39″E                 | Costruita nel corso del Settecento, venne restaurata e benedetta verso il 1869. |

## Comune di Canazei
| Esterno  | Interno | Nome                                                                       | Periodo storico    | Ubicazione                                                                             | Informazioni |
| -------- | ------- | -------------------------------------------------------------------------- | ------------------ | -------------------------------------------------------------------------------------- | --- |
|          |         | Chiesa di Sant'Antonio                                                     | XV secolo          | Alba, via Sorapera 46°27′50.4″N 11°46′49″E                                             | Parrocchiale. Una prima cappella venne edificata tra il 1410 e il 1455, e venne ampliata entro il 1547 con l'allungamento della navata e la costruzione del presbiterio; l'edificio venne di nuovo ampliato nel 1801-04. Durante la seconda guerra mondiale, la chiesa venne gravemente danneggiata dai bombardamenti aerei; essa venne quindi riparata e anche ampliata entro il 1948.                                                                                           |
|          |         | Chiesa del Sacro Cuore di Gesù                                             | XX secolo          | Gries, via Magoa 46°28′40.5″N 11°45′59.5″E                                             | Parrocchiale. Costruita tra il 1935 e il 1942 circa per accogliere l'accresciuta popolazione locale, e il sempre maggior numero di turisti; nel 2009 è stata aggiunta una navata a nord ed è stato rialzato il campanile. |
|          |         | Chiesa di San Floriano                                                     | XVI secolo         | Canazei, via Dolomiti 46°28′35.9″N 11°46′26.2″E                                        | Costruita tra il 1572 e il 1597; nel 1607 venne aggiunta la sagrestia, e nel 1625 il campanile. Nel 1879 venne allungata la navata, ricostruendo quindi la facciata, ma nel 1956 la chiesa venne riportata alle dimensioni precedenti per allargare la strada antistante. |
|          |         | Chiesa della Madonna della Neve                                            | XVI secolo         | Gries, via della Cascata 46°28′42.7″N 11°45′51.1″E                                     | Esistente sicuramente verso il 1570, periodo in cui un precedente edificio venne riedificato; l'edificio venne danneggiato da un incendio nel 1861, a cui seguì un restauro. Dopo la costruzione della nuova parrocchiale, la chiesa venne man mano trascurata, e nel 1949 venne riconvertita dal comune in centro ricreativo parrocchiale, teatro e cinema; l'edificio venne altresì adibito anche a scopi militari. Nel 1976-78 la chiesa venne restaurata e riaperta al culto. |
|          |         | Chiesa dei Santi Sebastiano e Rocco                                        | XVI secolo         | Penia 46°27′31.71″N 11°47′53″E                                                         | Costruita forse nel 1557-58; nel 1574 venne dotata di campanile, e nel 1854 la struttura venne allungata di una campata. |
| Cappelle |         |                                                                            |                    |                                                                                        | |
|          |         | Cappella del Crocifisso, o Crocifisso della Fedaia o Crocifisso in Ciampié | XIX secolo         | Sul sentierio che dal Pian Trevisan conduce al passo Fedaia 46°27′52.02″N 11°50′32.5″E | Eretta nella prima metà dell'Ottocento e restaurata nel 1991-92; conserva un crocifisso che sarebbe miracoloso. |
|          |         | Cappella della Madonna                                                     | XVIII secolo       | Località Mortic 46°29′11.2″N 11°46′49.52″E                                             | Costruita nel corso del Settecento. |
|          |         | Cappella di Maria Ausiliatrice                                             | XVIII o XIX secolo | Località Lorenz 46°27′37.92″N 11°48′13.29″E                                            | Costruita nel 1835 (secondo altre fonti nel 1732), e restaurata nel 1990. |
|          |         | Cappella della Mater Amabilis                                              | XIX secolo         | Località Verra 46°27′40.69″N 11°48′16.84″E                                             | Costruita nel 1887 per accordo delle vicinie di Verra e di Insom (oggi disabitata); è stata restaurata nel 1988-89, e benedetta nel 1990. |

## Comune di Mazzin
| Esterno | Interno | Nome                                                         | Periodo storico | Ubicazione                             | Informazioni |
| ------- | ------- | ------------------------------------------------------------ | --------------- | -------------------------------------- | --- |
|         |         | Chiesa della Madonna del Carmine                             | XVII secolo     | Fontanazzo 46°28′13.2″N 11°43′44.9″E   | Costruita nel 1643. |
|         |         | Chiesa della Madonna di Lourdes, o chiesetta dell'Immacolata | XIX secolo      | Campestrin 46°27′51.44″N 11°42′58.99″E | Costruita nel 1825, all'inizio era dedicata a Santa Maria degli Angeli; il cambio d'intitolazione in favore della Vergine di Lourdes è successivo al 1986. |
|         |         | Chiesa di Santa Maria Maddalena                              | XVI secolo      | Mazzin 46°27′27.4″N 11°42′05.3″E       | Parrocchiale. Venne edificata nel 1573; nel 1894 venne probabilmente allungata la navata, mentre nel 1923 venne rialzato il campanile.                     |

## Comune di Moena
| Esterno          | Interno | Nome                                                  | Periodo storico                                | Ubicazione                                               | Informazioni |
| ---------------- | ------- | ----------------------------------------------------- | ---------------------------------------------- | -------------------------------------------------------- | --- |
|                  |         | Chiesa di Sant'Anna                                   | XVIII secolo                                   | Medil 46°21′16.13″N 11°37′29.93″E                        | Costruita nel 1742, e dotata di campanile nel 1913. |
|                  |         | Chiesa di Sant'Antonio da Padova, o di San Pellegrino | XX secolo                                      | Passo San Pellegrino 46°22′42.8″N 11°47′40.5″E           | Costruita nel 1934 per sostituire la distrutta chiesa di San Pellegrino. |
|                  |         | Chiesa di San Giovanni Nepomuceno Martire             | XVIII secolo                                   | Penia (Peniola) 46°21′54.5″N 11°38′07.9″E                | Costruita nel 1729-32 su iniziativa della famiglia Donei e di don Martino Gabrielli, il quale provvide anche a decorarla. |
|                  |         | Chiesa di San Giuseppe                                | XVII secolo                                    | Sorte, strada de Sort 46°22′25.8″N 11°38′54.3″E          | Una prima chiesa venne edificata nel 1645, per poi essere ricostruita già nel 1685. |
|                  |         | Chiesa di San Lazzaro                                 | XVI secolo                                     | Forno, via San Lazzaro 46°21′01.5″N 11°37′41″E           | Parrocchiale. Venne costruita nel 1517, e nel 1870-72 venne allungata la navata. |
|                  |         | Chiesa dei Santi Rocco, Fabiano e Sebastiano          | Citata XVI secolo, edificio odierno XIX secolo | Someda, strada de Sen Roch 46°22′37.8″N 11°40′08.5″E     | Citata per la prima volta nel 1538; nel 1750 venne ampliata e venne probabilmente costruito anche il campanile. Un successivo ampliamento si ebbe nel 1878-80, ma nel gennaio del 1883 l'edificio venne danneggiato da un incendio e la navata e il campanile dovettero essere ricostruiti. Nel 1913 venne aggiunta una cappella laterale dedicata alla Madonna di Lourdes. |
|                  |         | Chiesa di San Vigilio                                 | XI secolo                                      | Moena, via Don Giovanni Iori 46°22′30.7″N 11°39′22.5″E   | Parrocchiale. Costruita nell'XI secolo e completata entro il 1164, venne ampliata una prima volta entro il 1216, ed entro il 1533 l'edificio venne riadattato in stile gotico, a cui seguì la sopraelevazione del campanile entro il 1540. Nei primi decenni del Settecento vennero aggiunte due cappelle laterali, e nel 1821 la navata venne allungata di due campate. Dal 1898 vennero presentati vari progetti di ampliamento o ricostruzione dell'edificio, ma i lavori effettivi, consistenti della parziale ricostruzione della chiesa, avvennero solo tra il 1925 e il 1931. |
|                  |         | Chiesa di San Volfango                                | XV secolo                                      | Moena, via Don Giovanni Iori 46°22′31.37″N 11°39′22.46″E | Costruita probabilmente nel XV secolo -la consacrazione è del 1432-, venne chiusa al culto nel 1782 per le disposizioni giuseppine e adibita a magazzino; tra il 1851 e il 1864 venne riaperta al culto. Tra il 1918 e il 1925 venne demolito l'abside, per fare spazio alla costruzione del monumento ai caduti della prima guerra mondiale. |
| Cappelle         |         |                                                       |                                                |                                                          | |
|                  |         | Cappella dell'Addolorata, o chiesa della Madonnina    | XVIII secolo                                   | Moena, strada della Madonina 46°22′42.5″N 11°39′25″E     | Cappella privata, costruita nel 1714 per volontà di Valerio Sommavilla Jangran e tuttora di proprietà degli eredi. |
|                  |         |                                                       |                                                | Moena, strada Saslonch 46°22′57.87″N 11°39′43.46″E       | Cappella di pertinenza dell'Agritur El Mas. |
| Chiese scomparse |         |                                                       |                                                |                                                          | |
|                  |         | Chiesa di San Pellegrino                              | XIV secolo                                     | Passo San Pellegrino                                     | Costruita nel 1358 assieme ad un ospizio, gestito dai frati dell'ordine di San Pellegrino; tutto il complesso venne incendiato e distrutto allo scoppio della prima guerra mondiale. |

## Comune di San Giovanni di Fassa
| Esterno  | Interno | Nome                                                                      | Periodo storico                                 | Ubicazione                                                   | Informazioni |
| -------- | ------- | ------------------------------------------------------------------------- | ----------------------------------------------- | ------------------------------------------------------------ | --- |
|          |         | Chiesa di Sant'Anna                                                       | XVIII secolo                                    | Muncion 46°26′46.28″N 11°41′23.15″E                          | Costruita nel 1775. |
|          |         | Chiesa di San Giovanni Nepomuceno                                         | XVIII secolo                                    | Vallonga 46°24′44.65″N 11°39′32.18″E                         | Costruita nel 1750. |
|          |         | Chiesa di Santa Giuliana                                                  | Fondata VIII secolo, edificio odierno XV secolo | Vigo di Fassa 46°25′21.8″N 11°40′02.8″E                      | La data fondazione della chiesa è ignota, ma alcuni indizi permetterebbo di farla risalire addirittura all'VIII secolo; la struttura era sicuramente esistente nel 1183, anno in cui venne ricostruita l'abside e rialzato il presbiterio, dopodiché l'intera chiesa venne ricostruita nel corso della prima metà del Quattrocento. La nuova navata venne allungata nel 1519, e nel 1533 venne sopraelevato il campanile. L'edificio venne danneggiato da una frana nel 1966, e poté essere restaurato solo nel 1987-89. |
|          |         | Chiesa di San Lorenzo                                                     | XVI secolo                                      | Pera, via Tita Piaz 46°26′18.29″N 11°41′30.39″E              | Costruita tra il 1582 e il 1603; è stata parrocchiale dal 1949 fino al 1976, quando è stata costruita la chiesa di Santa Maria Madre della Chiesa, di San Vigilio e di San Lorenzo. |
|          |         | Chiesa della Madonna delle Vette, o chiesetta della Juventus              | XX secolo                                       | Val San Nicolò 46°25′29.89″N 11°45′02.6″E                    | Situata a 1845 metri di altitudine, edificata nel 1964 per volontà dell'associazione studentesca cattolica "Juventus". |
|          |         | Chiesa di Maria Ausiliatrice e San Nicolò, o dell'Ausiliatrice            | XX secolo                                       | Pozza di Fassa, via de Meida 46°25′45.9″N 11°41′16.9″E       | Parrocchiale. Costruita nel 1956-57; nel 2009 sono state aggiunte le cappelle laterali. |
|          |         | Chiesa di Santa Maria Madre della Chiesa, di San Vigilio e di San Lorenzo | XX secolo                                       | Pera, via Tita Piaz, 12 46°26′21.7″N 11°41′32.53″E           | Parrocchiale. Costruita nel 1973-76. |
|          |         | Chiesa della Natività di San Giovanni Battista                            | Citata XIII secolo, edificio odierno XV secolo  | Vigo di Fassa, via della Chiesa 46°25′15.7″N 11°40′50.6″E    | Parrocchiale. Antica chiesa pievana, citata indirettamente per la prima volta nel 1227 e tradizionalmente fatta risalire fino al 962; a metà Quattrocento era divenuta ormai troppo piccola, e venne quindi demolita e ricostruita entro il 1489; nel 1543 venne rialzato il campanile, mentre nel 1784-88 venne eliminata una cappella laterale dedicata alla Madonna del Rosario, venne rifatta la sagrestia e venne aggiunto il portico.                                                                              |
|          |         | Chiesa di San Nicolò                                                      | XV secolo                                       | Pozza di Fassa, via del Piz 46°25′46.3″N 11°41′40.86″E       | Costruita nel XV secolo grazie ad un lascito testamentario del 1447, e ampliata nel 1600-01. Fu parrocchiale per pochi anni, dal 1953 fino al 1957, quando venne edificata la chiesa di Maria Ausiliatrice e San Nicolò. |
|          |         | Chiesa della Santissima Trinità                                           | XVIII secolo                                    | Tamion, strada de Sora Pozat 46°24′24.41″N 11°39′26.34″E     | Costruita nel 1708. |
| Cappelle |         |                                                                           |                                                 |                                                              | |
|          |         | Cappella del Crocifisso                                                   | XVIII secolo                                    | All'imbocco della Val San Nicolò 46°25′00.19″N 11°43′10.96″E | Una prima cappella sorse nella prima metà del Settecento, probabilmente al posto di una preesistente edicola votiva, ed è citata per la prima volta nel 1773. Nel 1871 l'edificio venne ampliata, assumendo le forme attuali. |
|          |         | Cappella della Madonna delle Grazie, o "el Capitel"                       | XVI secolo                                      | Vigo di Fassa 46°25′23.12″N 11°40′03.97″E                    | Costruita nel 1519 come ex voto per la fine di un'epidemia di peste. |
|          |         | Cappella della Madonna della Neve, o del Sacro Cuore                      | XX secolo                                       | Presso il rifugio Gardeccia 46°26′48.07″N 11°38′23.77″E      | Edificata nel 1933 o nel 1946 per iniziativa di Giuseppe Desilvestro ("il Bepo da Medil"), proprietario dell'adiacente rifugio; cointestari sono san Cristoforo e san Bernardo di Mentone. |
|          |         | Cappella della Madonna delle Vette e di Sant'Uberto                       | XXI secolo                                      | Val Jumela 46°26′24.04″N 11°43′07.99″E                       | Eretta nel 2004 per volontà della sezione cacciatori della Val Jumela. |
|          |         | Cappella di San Maurizio                                                  | XIII secolo                                     | Vigo di Fassa 46°25′22.38″N 11°40′02.95″E                    | Citata per la prima volta nel 1297. |
|          |         | Cappella dei caduti, o cappella Contrin                                   | XX secolo                                       | Presso il rifugio Contrin 46°25′48.75″N 11°48′58.24″E        | Edificata nel 1930 e benedetta il 15 ottobre 1931. |

## Comune di Soraga di Fassa
| Esterno  | Interno | Nome                                               | Periodo storico   | Ubicazione                                                | Informazioni |
| -------- | ------- | -------------------------------------------------- | ----------------- | --------------------------------------------------------- | --- |
|          |         | Chiesa dell'Immacolata, o della Madonna dell'Aiuto | XVII secolo       | Soraga di Fassa, via Barbide 46°23′54.79″N 11°40′00.49″E  | Costruita nel 1662 e dotata di campanile nel 1689; venne ampliata nel 1825. |
|          |         | Chiesa dei Santi Pietro e Paolo                    | Citata XVI secolo | Soraga di Fassa, strada de Lgejia 46°23′40.6″N 11°39′56″E | Parrocchiale. Citata per la prima volta nel 1512, ma fondata forse già nel XV secolo; l'edificio venne rinnovato nel 1773, approfittando della necessità di riparare il campanile che era stato danneggiato da un fulmine l'anno prima. Nel 1882 la chiesa venne investita da una piena del torrente Avisio, che fece crollare la torre campanaria, ricostruita entro il 1899. Nel 1922 la navata venne allungata di una campata, e nel 1962 venne costruito il transetto con il relativo portico e vennero riedificati la sagrestia e il presbiterio. |
| Cappelle |         |                                                    |                   |                                                           | |
|          |         | Cappella della Madonna delle Nevi                  | XX secolo         | Fuchiade 46°23′34.09″N 11°49′39.94″E                      | Costruita nel 1958 su iniziativa di don Tita Rossi, e benedetta l'anno seguente, anche in memoria del salvataggio degli abitanti di Soraga da un rastrellamento nazista nell'agosto del 1944. |
|          |         |                                                    | XX secolo         | Soraga 46°23′56.36″N 11°40′13.51″E                        | Cappella privata dell'albergo Don Orione, costruita nel 1985. |